# Cementiri Municipal de Fortià
El Cementiri Municipal de Fortià és una obra del municipi de Fortià (Alt Empordà) situada al sud-oest de la població.

## Descripció
Recinte de planta rectangular delimitat per una tanca d'obra arrebossada i emblanquinada. L'entrada té una zona enjardinada flanquejada per arbres. A la part superior del portal hi ha una creu i la llegenda en llatí "Lux perpetua lucea teys". El cementiri està format per dos patis, el segon afegit darrere de la capella i la tanca perimetral original, que va ser modificada. Des del portal d'entrada hi ha un camí pavimentat que condueix a la capella. Aquest petit edifici religiós, està coronat per una cornisa acabada en punxa al punt mitjà de la façana, el qual té dues vessants a tota la nau, i coronat per una creu.

## Història
La construcció del Cementiri Municipal va ser la conseqüència lògica de l'aplicació de la legislació estatal en matèria d'higiene i salut pública. Com a tots els municipis, històricament el cementiri es trobava situat al costat de l'església parroquial. En el cas de Fortià, el recinte funerari envoltava gran part del temple de Sant Julià i Santa Basilissa, així com en el seu interior on hi ha un gran nombre de làpides sepulcrals dels

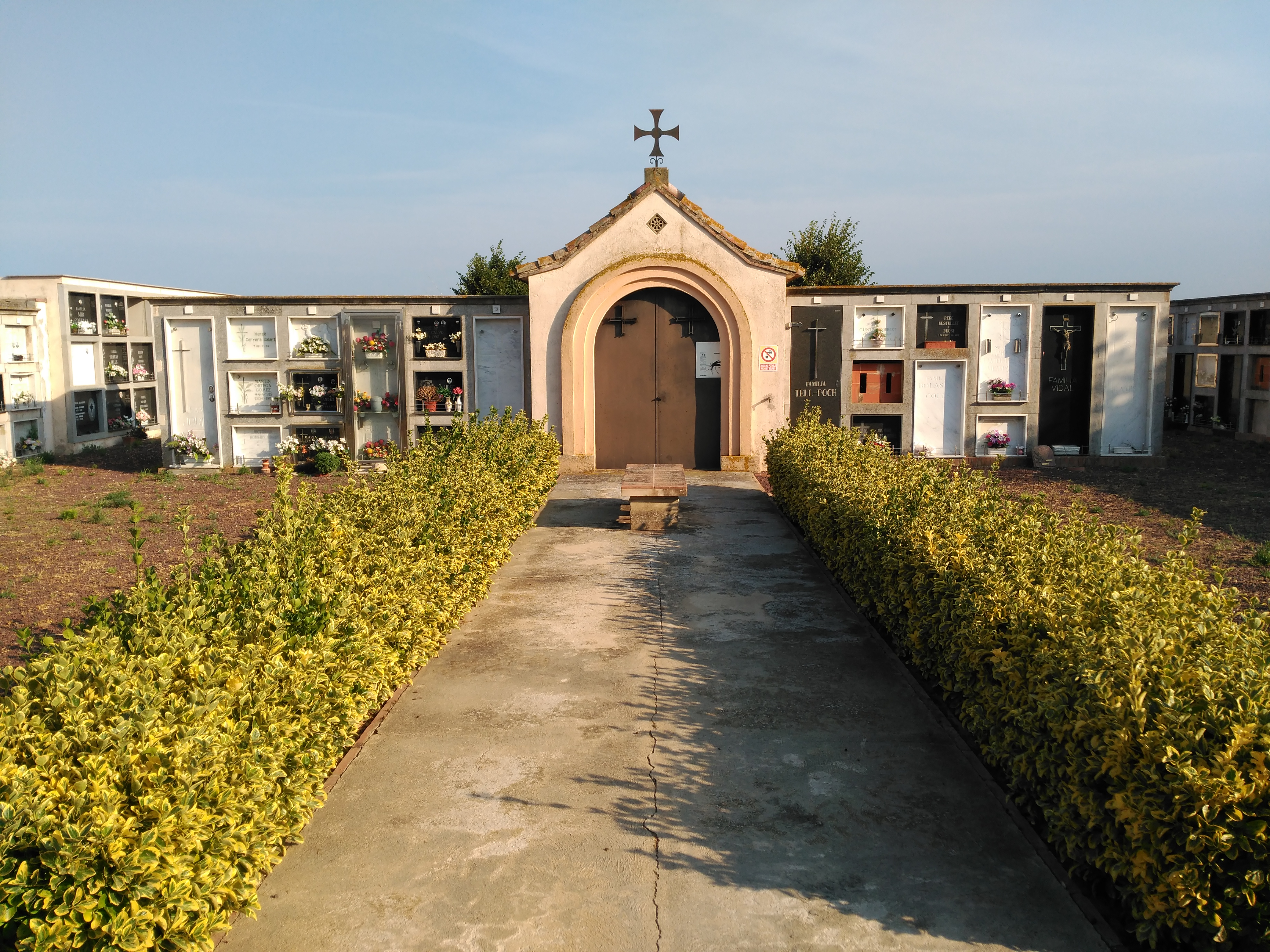
Capella del Cementiri de Fortià

Davant de les disposicions governatives per treure el recinte del mig de la població, el municipi des de mitjans del segle xix va iniciar els tràmits per construir un nou cementiri que no van reeixir, com el projecte per situar-lo al paratge de Sant Cels. Tot i això, no fou fins passada la Guerra Civil que el nou cementiri es faria realitat en uns terrenys cedits per la família hisendada Còdol anys abans. Una part de les restes van ser traslladades, però una part important de les mateixes van quedar al cementiri antic, el qual mai ha estat excavat. Actualment a l'antic cementiri parroquial hi ha una zona dedicada al joc de la petanca i les bitlles i una altra a aparcament.
El recinte, la capella i els nínxols van ser acabats de construir l'any 1948, d'acord amb el projecte redactat per Ricard Giralt i Casadesús i aprovat per la Consell Provincial de Sanitat el mes d'abril de 1946. Fins al 1976 no s'acabaren de traslladar totes les restes del cementiri parroquial. El 1987 es van construir 15 nínxols més i davant de la demanda de la població, el 1990 s'amplià el cementiri amb un segon pati projectat per l'arquitecte Lluís Gratacós.
Es pot destacar el panteó d'Andreu Brugués i Llobera i la seva esposa Pilar Morales, a l'extrem nord-oest; els nínxols de la família Estrada de Fortianell o el de les monges del Convent de Santa Clara (Fortià). La resta de nínxols denoten la senzillesa de qualsevol cementiri i hi ha força làpides realitzades per l'escultor figuerenc Artur Novoa.